# Windpark Taltal
Der Windpark Taltal (spanisch Parque Eólico Taltal) ist ein Windpark in der Nähe der Stadt Taltal, Región de Antofagasta, Chile. Er befindet sich ungefähr 1550 km nördlich von Santiago de Chile.
Der Windpark ging im Dezember 2014 in Betrieb. Er besteht aus 33 Turbinen mit jeweils 3 MW Leistung. Die durchschnittliche Jahreserzeugung liegt bei 300 Mio. kWh. Die Gesamtkosten des Projekts werden mit 190 Mio. USD angegeben. Der Windpark ist im Besitz von Enel Green Power, einer Tochter von Enel und wird auch von Enel Green Power betrieben.